# خوارزم

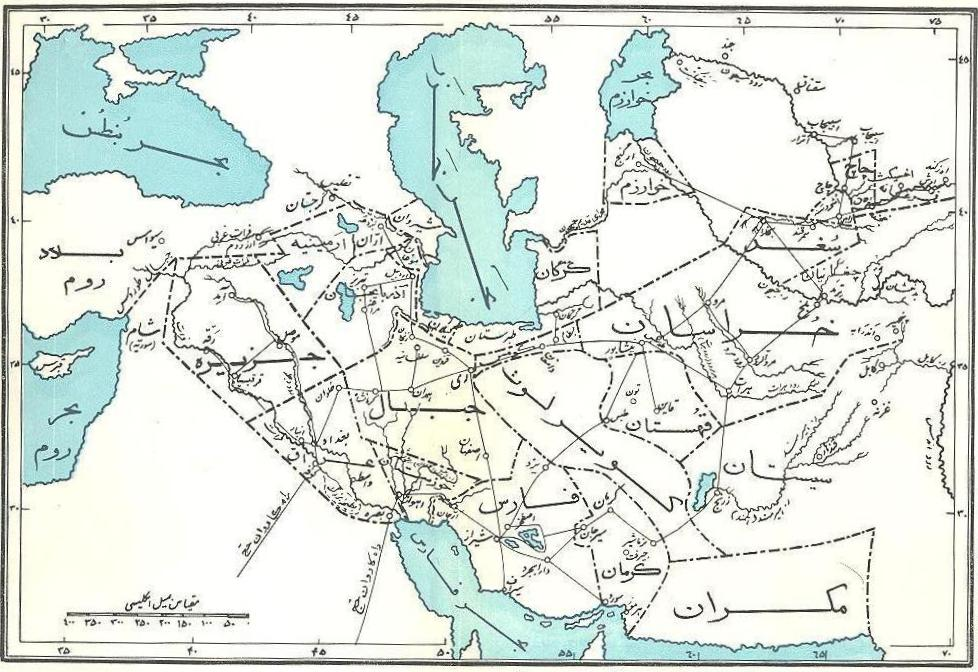
موقعیت خوارزم در نقشه ایران بزرگ در عصر خلفای عباسی (جنوب بحر خوارزم یا دریاچه آرال کنونی در بالای نقشه) برگرفته از کتاب جغرافیای تاریخی سرزمین‌های خلافت شرقی

خوارَزم سرزمینی کهن و باستانی در ازبکستان و ترکمنستان امروزی است که در دلتای رود آمودریا و در کنار دریاچه آرال (خوارزم) واقع شده است. این سرزمین در شمال خراسان و غرب ماوراءالنهر قرار داشته و مرکز تمدن منطقه آسیای مرکزی بود خوارزمی و مجموعه ای از دولت‌ها مانند آفریغیان و سلسله خوارزمشاهیان بود که پایتخت آنان می‌توان به کاث، گرگانج و - از قرن شانزدهم به خیوه اشاره نمود. امروزه بخشی از خوارزم به ازبکستان و بخشی به ترکمنستان تعلق دارد.

## جغرافیای خوارزم

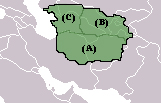
مناطق تاریخی ایران: خراسان بزرگA، ماوراء النهرB، خوارزمC.

خوارزم پس از حملهٔ مغول خیوه نامیده شد. محققان دربارهٔ واژهٔ خوارزم، تعاریف گوناگونی ارائه داده‌اند؛ برخی از آن‌ها معتقدند که «خوار» به‌معنای «پایین» و «رزم» به‌معنای «زمینِ پَست» است. عده‌ای دیگر از پژوهشگران، خوار را به‌معنای «خورشید» گرفته‌اند و خوارزم یعنی سرزمینی که خورشید از آن بالا می‌آید. خوارزم به‌علت مجاورت با رود جیحون و موقعیت تجاری و بازرگانی آن، سرزمینی حاصلخیز بود و به‌دلیل اینکه بر سر راه کاروان‌ها قرار داشت، اقوام و گروه‌های مختلفی را به‌سوی خود جذب کرد.
خیوه را با نام تاریخی «خوارزم» می‌شناسیم؛ شهر کوچک اما جذابی در غرب ازبکستان می‌باشد و قرابت‌های دل‌نشینی با بافت تاریخی یزد و مناره‌ها و میراث اصفهان دارد.
در مورد حدود جغرافیایی خوارزم، نظرات مختلفی ارائه شده است. بدون شک، خوارزم، فرارود و خراسان بزرگ، سه سرزمین جدا از هم بوده‌اند ولی بعضی از منابع جغرافیایی اسلامی، این سه سرزمین و بخشی دیگر، خراسان و خوارزم را یکی دانسته‌اند.
در خیوه (خوارزم) می‌توانید از مناره اسلام خواجه (Islam Khodja Complex) که ارتفاع ۵۷متری (کمی بلندتر از مناره ساربان اصفهان) دارد، بالا بروید؛ و هزینه اش معادل صدهزارسوم (معادل هشت‌ونیم دلار یا حدود ۴۰۰هزار تومان) می‌باشد که درخور گردشگری است.

## تاریخ

پرچم خانات خیوه در ابتدای ۱۹۱۷

این سرزمین به دلیل جایگاه جغرافیایی ویژه‌اش همواره مورد تازش بیگانگان بوده است. آگاهی‌ها دربارهٔ تاریخ خوارزم پیش از میلاد ناقص و پراکنده است. برخی پژوهشگران خوارزم را جایگاه سرایش اوستا می‌دانند. لغتنامهٔ دهخدا در سرواژهٔ «خوارزم» از آن به «مهد قوم آریا» یاد می‌کند.
تاریخ خوارزم، به اندازه تاریخ سغد، کهن است و، با وجود این، تا سال ۱۹۳۰ آگاهی زیادی دربارهٔ آن در دست نبود. در این تاریخ تولستوف مقداری بازمانده‌های عهد نوسنگی را در آنجا یافت که مربوط به هزاره چهارم و سوم پیش از میلاد بود، و کوشش خود را مصروف گذشته خوارزم کرد. وی به این نتیجه رسید که، ماهیگیران و شکارچیان این نواحی در عصر مفرغ با ساکنان کرانه‌های ولگا، غرب قفقاز و اورال، و همچنین با مردم شمال ایران تماس داشتند. خوارزمیان تا سده‌های پیش از میلاد، با استفاده از یک روش آبیاری پیچیده توانسته بودند که جوامع بزرگی تشکیل دهند. خوارزمیان اگرچه در سده ششم پیش از میلاد در زمان کوروش هخامنشی مغلوب هخامنشیان شدند، ولی استقلال خود را در سده چهارم بازیافتند، اما در سده اول یا دوم میلادی تحت تسلط کوشانیان درآمدند. با وجود این، در سده دوم و سوم میلادی دوباره مستقل شدند و توانستند سکه بزنند و تا سده دوازدهم به همین صورت آزاد ماندند.
دودمان ایرانی‌تبار آفریغیان که از والیان ساسانیان بودند در سرزمین خوارزم (خوارزم (استان ساسانی)) فرمان می‌راندند و پس از اسلام تا سال ۴۰۸/۱۰۱۷ پایدار ماندند اما در آن سال از محمود غزنوی شکست خوردند. این رویداد پایان فرمان‌روایی ایرانی‌تباران بر خوارزم را رقم زد و ترک‌سازی منطقه به مرور زمان عنصر ایرانی را در اقلیت و عنصر ترک را در خوارزم به اکثریت رساند.
ورود اسلام به خوارزم چندان آسان صورت نگرفت، چنان‌که دوام آن به خوارزم چنان آسان نبود. گشودن کامل خوارزم به دست قتیبه بن مسلم در ۹۳ ه‍.ق روی داد. بر پایه نوشته‌های جغرافی‌نویس‌های اسلامی خوارزم سرزمینی بوده است که در شمال و باختر آن، سرزمین ترکمانان و در جنوب و خاور آن، خراسان و فرارود قرار داشته. ولایت خوارزم دو شهر بزرگ داشته که یکی گرگانج و دیگری کاث نامیده می‌شده‌اند. در زمان خوارزمشاهیان شهر گرگانج پایتخت ایران بود. آنگاه که مغولان به خوارزم یورش بردند، از همان ابتدا روشن بود که آنجا را با خاک یکسان خواهند کرد، چنانچه از اورگنج تختگاه خوارزمشاهیان جز تلی خاک چیزی باقی نماند. کشتار مردم به دست مغولان نزدیک به همه گنجینه دانش و ادب را که خوارزمیان در طول سال‌ها اندوخته بودند بر باد داد. در یورش چنگیز شمار فراوانی از دانشمندان و شاعران کشته شدند.
ابن بطوطه گوید خوارزم شهری نیکوست، دارای بارویی محکم و کوچه‌هایی وسیع و جمعیتی بسیار و بازاری باشکوه و کاروان‌سرا که نزدیک آن مسجد جامع و مدرسه واقع است. خوارزم در زمانی که ابن بطوطه از آنجا عبور کرد یک بیمارستان عمومی داشت که در آن پزشکی شامی موسوم به صهیونی، منسوب به صهیون شام، به معالجه بیماران می‌پرداخت. تقریباً در پایان قرن هشتم این شهر پس از محاصره‌ای که سه ماه طول کشید به دست لشکریان امیر تیمور خراب شد ولی بعدها امیر تیمور آن را تجدید عمارت کرد.
ابوریحان بیرونی در مورد مردم خوارزم گوید:
و مردم خوارزم، آنها شاخه ای استوار از پارسیان هستند.— الاثار الباقیه عن القرون الخالیه، ص۵۶

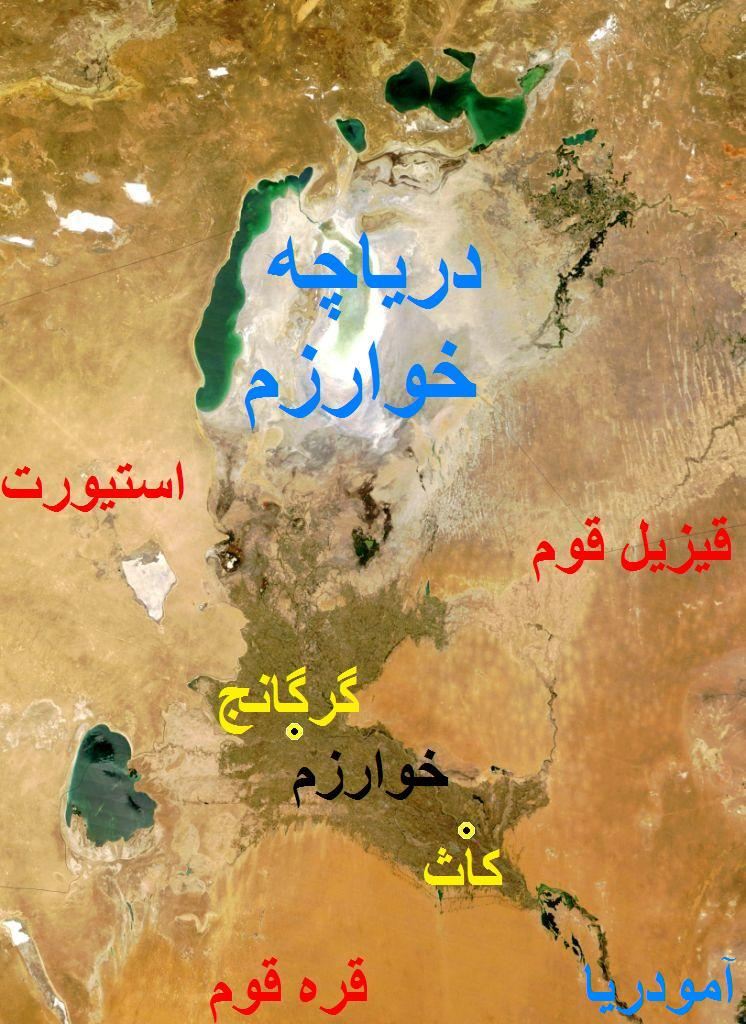
خوارزم در جنوب دریاچه خوارزم یا دریاچه آرال

شهر خوارزم در دورهٔ اسلامی به دلیل وجود علمای زیاد در این شهر از اهمیت ویژه‌ای برخوردار بوده. به عنوان شاهدی بر این اهمیت در زمانی که بین تیمور و والی خوارزم، امیر حسین صوفی اختلافی پیش آمد تیمور قصد کرد که به این شهر لشکرکشی کند اما علمای دربار تیمور به دلیل وجود علمای مهمی در این شهر او را از این کار بازداشتند. حافظ ابرو این رخداد را چنین نقل می‌کند:
امیر حسین صوفی والی خوارزم به امیر صاحب قران پاسخ ناهمواری داد و تیمور قصد لشکرکشی به خوارزم نمود. امیر صاحب قران از خشونت آن جواب در تاب شد و خواست در فور با لشکری جرار متوجه آن دیار گردد. بزرگان ماوراءالنهر مثل مولانا جلال الدین کشی و خواجه عصام الدین ماضی و سایر ایمه و قضات، صفت قبه الاسلام خوارزم کردند که، امروز در روی زمین مفخر اهل اسلام و مقر علما انام خاک پاک خوارزم است و روضه مشایخ کرام نشاید که به واسطه غرض یک کس در زیر دست و پای لشکر جرار مستهلک شوند.

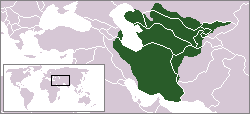
امپراتوری خوارزمشاهیان، ۱۲۲۰م

کم‌وبیش پس از پیدایش ازبکان بدین سو، خوارزم را خیوه خوانده‌اند. حکومت این منطقه پس از تیمور گورکانی در قرن ۱۰ هجری/۱۵ میلادی به دست نوادگان تیمور افتاد. خانات خیوه یا خوارزم که مرکز آن در شهر خیوه بود، در اوج قدرت خود بر تمامی نواحی اطراف دریاچه آرال در شمال ازبکستان و جنوب غربی قزاقستان کنونی و بخش‌های بزرگی از ترکمنستان کنونی حکومت می‌کرد. در سال ۱۱۵۳ نادر شاه به خیوه تاخت و آن را به تصرف خود درآورد و طاهرخان یکی از سپاهیان خود را به فرمانروایی آنجا گماشت. هفت سال بعد با مرگ نادر دوباره ازبکان تیموری در این منطقه به قدرت رسیدند. در ۱۲۵۲–۱۲۵۳ ه‍.ق روس‌ها به خیوه لشکر کشیدند اما این لشکرکشی بهره‌ای نداشت. سرانجام روسیه توانست در روزگار فرمانروایی محمد رحیم‌خان (۱۲۸۱–۱۲۹۰ ه‍.ق) خیوه را به تصرف خود درآورد و این منطق به صورت تحت‌الحمایه امپراتوری روسیه درآمد. پس از پیروزی انقلاب بلشویکی ۱۹۱۷ در روسیه، سوسیالیست‌ها در سال ۱۹۲۰ دولتی به نام جمهوری شوروی خلق خوارزم را تأسیس کردند که بخشی از اتحاد شوروی بود. چهار سال بعد روس‌ها تقسیمات مرزی آسیای میانه را بر حسب ملیت ساکنان تغییر داده و بیشتر جمهوری خوارزم در جمهوری ازبکستان (استان خوارزم و جمهوری خودمختار قره‌قالپاقستان) و بخشی هم در ترکمنستان (استان داش‌حوض) قرار گرفت.

## زبان
زبان خوارزمی باستان نیای زبان خوارزمی است. این زبان زیرشاخهٔ زبان ایرانی باستان است. هلموت هومباخ براساس پژوهشی نشان داده است که خوارزمی باستان زبانی متفاوت از زبان اوستایی بوده است و از همین رو خوارزم را خاستگاه زردشت و اوستا قلمداد نمی‌کند.
زبان خوارزمی یکی از زبان‌های ایرانی شرقی در آسیای میانه بوده و از خویشاوندان زبان سغدی به‌شمار می‌آمده. به نوشته بیرونی زبان خوارزمی در دوره او زنده بوده و بخشی از خوارزمیان بدان سخن می‌گفتند. گمان می‌رود اندکی پس از حمله مغولها و قتل‌عام اهالی خوارزم زبان خوارزمی از میان رفته و زبان‌های ترکی جای آن را گرفتند. که گزینه دوم با موقعیت جغرافیایی خوارزم که در زمین‌های پست کنار رود قرار گرفته سازگاری دارد.
در فارسی باستان به خوارزم هوآرزمیس ((H)uwārazmiš) گفته می‌شد و در اوستایی به آن خوآیریزم (Xᵛāirizəm) می‌گفتند.
مقدسی ریشهٔ این نام را از واژه‌های خوارزمی، خوار به معنای گوشت و رزم به معنای هیزم دانسته که اشتقاقی عامیانه است.
گاه گفتار دربارهٔ نام خوارزم با افسانه آمیخته است. بر اساس یکی از این افسانه‌ها که فردوسی نیز در شاهنامه آن را به نظم کشیده، آنگاه که کیخسرو به کین‌خواهی پدر خود سیاوش، بر افراسیاب شورید، در نبردی که بر لب آمودریا، در زمینی هموار با سپاه توران رو در رو شد. شیده سردار تورانیان با سخن گفتن از دلاوری‌های خود کیخسرو را به جنگ تن به تن فراخواند، بدین شرط که پیروز مبارزه، پیروز جنگ باشد. در آن نبرد کیخسرو بر شیده پیروز شد و خوارزم را به چنگ آورد. برخی بر این نظرند که چون خوار در فارسی به معنی آسان و کار بی‌مایه است، مراد از خوارزم، رزم آسان بوده است.
زکریای قزوینی این دربارهٔ روایتی دیگر دارد؛ گویا پادشاهی بر چهار صد نفر از بزرگان ملک خویش خشم گرفت و آنان را به جایی دور از میهن (کاث) تبعید کرد. تبعیدیان در آن مکان خانه‌هایی برای خود ساختند. پادشاه به دیدن آنها رفت، حالشان را پرسید و پاسخ شنید که «ما ماهی داریم و هیزم، ماهی بریان می‌کنیم و می‌خوریم». به گفتهٔ قزوینی چون گوشت در زبان آنها خوار و هیزم، رزم خوانده می‌شد آن سرزمین را خوارزم نامیدند و رفته رفته یکی از «ر» های آن افتاد و به خوارزم آوازه یافت. این روایت مبنای علمی ندارد، اما بسیاری از گذشته‌نگارها و جغرافی‌نویسان بدان اشاره کرده‌اند.

## جستارهای سیاسی وابسته به خوارزم
- خوارزمشاهیان
- اردوی زرین
- تیموریان
- خانات خیوه
- جمهوری شوروی خلق خوارزم
- جمهوری سوسیالیستی ازبکستان شوروی
- جمهوری سوسیالیستی ترکمنستان شوروی
- جمهوری ازبکستان
- جمهوری ترکمنستان

## چهره‌های نامدار
- ابوریحان بیرونی
- مجدالدین بغدادی
- محمد ابن موسی خوارزمی
- جارالله زمخشری
- احمد نجم‌الدین کبری
- پوریای ولی